# Simone Sorella
Simone Sorella (Venezia, XVI secolo – dopo il 1592) è stato un architetto italiano.
Detto da Tommaso Temanza "mediocre architetto", operò in svariati cantieri pubblici durante il XVI secolo, sempre nel territorio della natia città di Venezia e dei suoi possedimenti. Fu proto e architetto della procuratia de supra, incaricata della fabbrica della Basilica di San Marco. Nel 1578 fu tra gli architetti e i periti cui fu chiesto il parere riguardo alla ristrutturazione del Palazzo Ducale di Venezia. Progettò la chiesa di San Lorenzo e il campanile della chiesa di San Giorgio dei Greci, edificato da Bernardo Ongarin tra il 1587 e il 1592. A Padova progettò Palazzo Peron, al n° 56 di via dei Livello.